# Sakai Tadakatsu

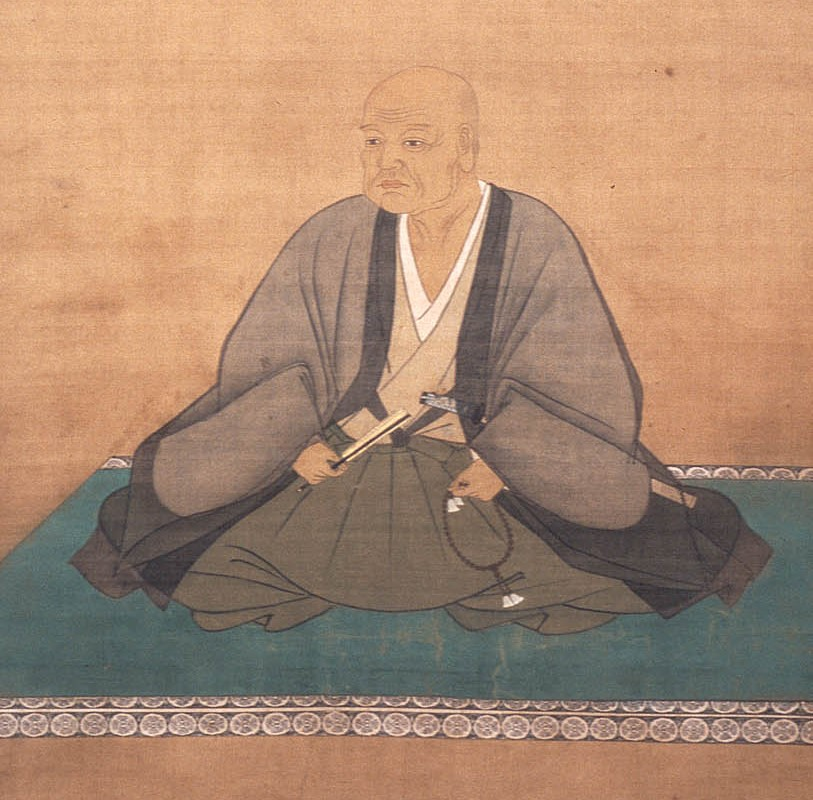
Sakai Tadakatsu, samurái del Período Sengoku

Sakai Tadakatsu (酒井 忠 勝, 21 de julio de 1587-25 de agosto de 1662) fue un samurái japonés del período Sengoku, y un daimyo inicial del período Edo, y ocupó varios cargos importantes dentro de la administración del shogunato Tokugawa.

## Biografía
Tadakatsu nació en Nishio, provincia de Mikawa, como hijo de Sakai Tadatoshi, un retenedor hereditario de Tokugawa Ieyasu y futuro daimyō del dominio Kawagoe. En 1591, fue galardonado con un feudo de 3000 koku en la provincia de Shimōsa. En 1600, fue asignado al tren de Tokugawa Hidetada en la Batalla de Sekigahara y participó en el intento fallido de Hidetada de derrotar al clan Sanada en el Asedio de Ueda. Fue galardonado con el rango de corte de 5.º inferior, grado júnior y el título de cortesía de Sanuki-no-kami en 1607. En 1620, Shōgun Tokugawa Hidetada asignó a Tadatoshi a la corte de su hijo, Tokugawa Iemitsu y le ganó propiedades adicionales con un kokudaka de 7,000 koku en Fukaya, provincia de Musashi en 1622. Esto le permitió resucitar el dominio de Fukaya y llamarse daimyō.

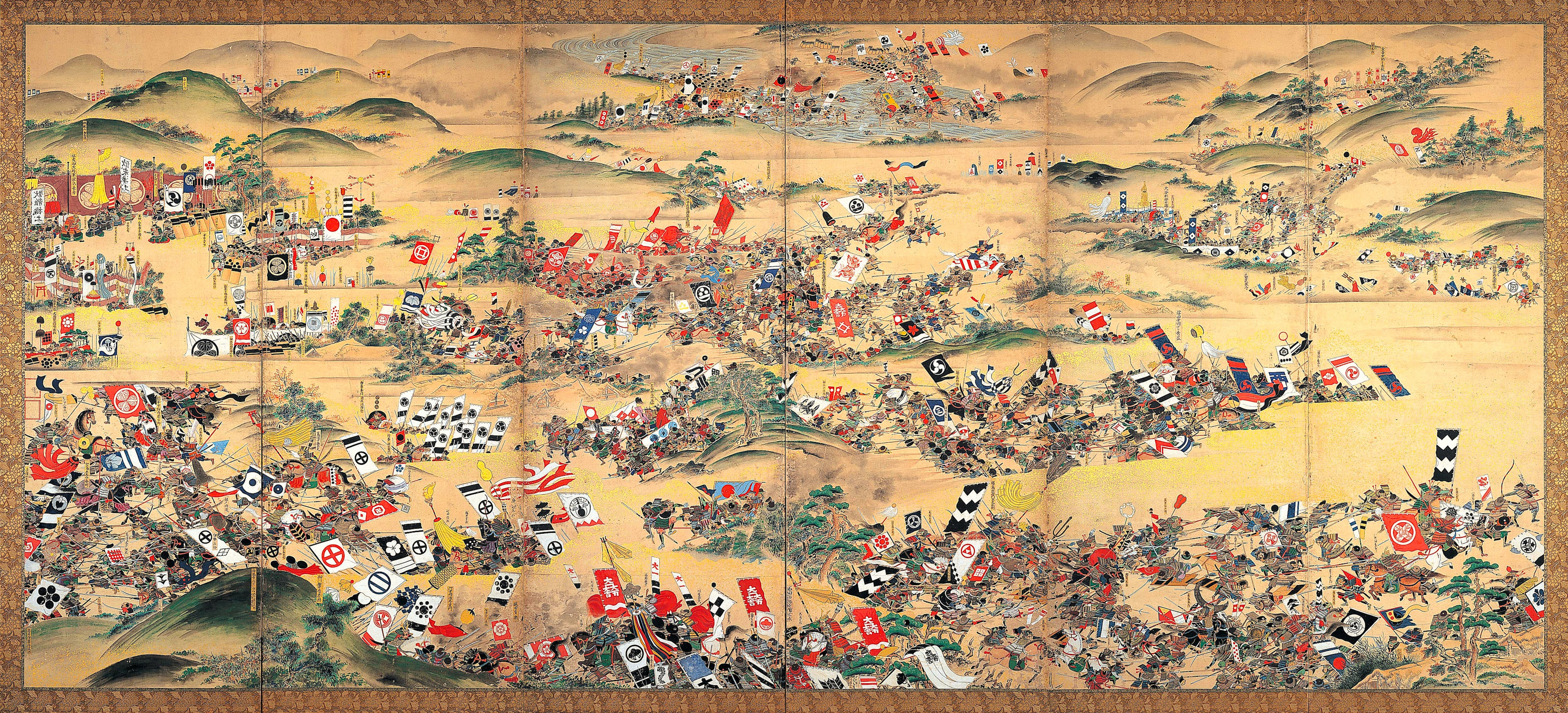
Batalla de Sekigahara, en la que participó Tadakatsu

En 1624, cuando Iemitsu se convirtió en Shōgun, Tadakatsu fue galardonado con 20,000 koku adicionales en posesiones repartidas por las provincias de Kazusa, Shimōsa y Musashi. El mismo año, junto con Doi Toshikatsu, fue ascendido a la oficina de rōjū.
A la muerte de su padre, Sakai Tadatoshi en 1627, Tadakatsu heredó el dominio Kawagoe. Agregó 20,000 koku adicionales a las propiedades del dominio en la provincia de Musashi en 1632 y su rango en la corte se incrementó a 4.º grado inferior, grado júnior, con el título de cortesía adicional de Jijū agregado a sus honoríficos. En 1634, fue transferido al dominio de Obama, cuyas propiedades cubrían toda la provincia de Wakasa, con propiedades adicionales en Echizen, Ōmi y Awa. Esto trajo su kokudaka total a 123,500 koku.
En 1638 (junto con Doi Toshikatsu), se retiró del cargo de rōjū, con permiso para regresar por cuestiones importantes. Esta dispensación más tarde se convirtió en el título oficial de tairō.
En 1643, fue ascendido al rango de corte superior de 4.º grado de grado júnior y agregó el título de cortesía de Sakonoe-gon-shōshō.

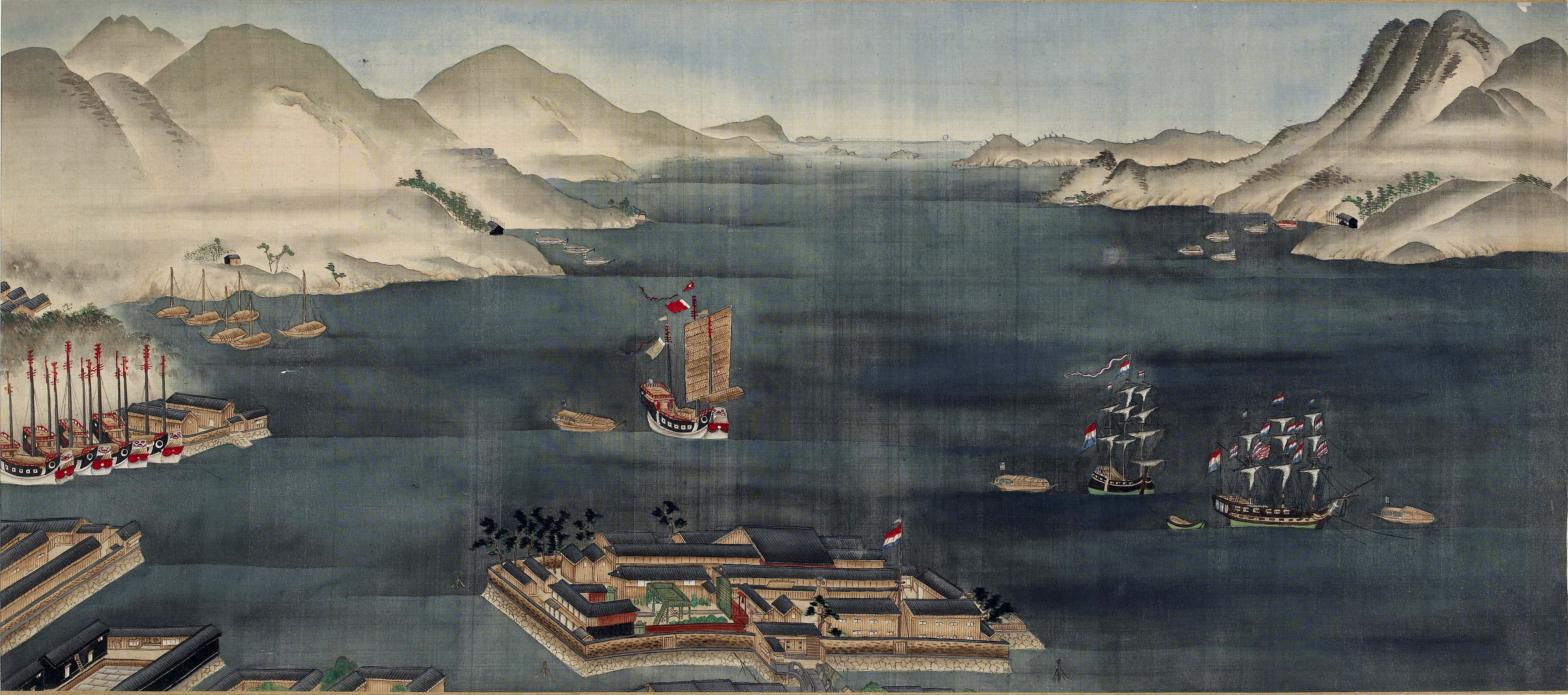
Vista de Dejima (colonia holandesa) en la Bahía de Nagasaki, circa año 1820

También en 1643, estuvo involucrado en el "Incidente de Nanbu", cuando diez marineros (incluido el capitán) del barco holandés Breskens fueron detenidos por funcionarios japoneses locales. Después de que los Breskens hubieran navegado sin previo aviso a la Bahía de Yamada en el norte de Honshu. El barco holandés había visitado la bahía una vez antes de buscar reabastecimiento después de una fuerte tormenta, y rápidamente se fue después de comerciar con los lugareños durante dos días. Sin embargo, cuando el Breskens regresó en julio, el barco y su tripulación fueron capturados por las autoridades locales por su violación de la política nacional de aislamiento de Japón (Sakoku). Esto provocó un incidente internacional, y en ese momento los rōjū que servían al shogunato eran Sakai Tadakatsu, Matsudaira Nobutsuna e Inoue Masashige. El gobierno Shogun hizo todo lo posible para utilizar el incidente de Nambu para presionar a los holandeses para que enviaran una embajada a Edo, por lo que intentó utilizar el incidente como medio para garantizar la legitimidad interna. Lo que para los holandeses fue simplemente un gesto cínico destinado a preservar sus relaciones comerciales con Japón, fue para el shogunato la oportunidad de desfilar a veintidós holandeses con uniformes de rayas rojas y blancas por las calles de Edo, impresionando a una audiencia doméstica la ficción de que el La autoridad del shogunato fue reconocida en todo el mundo.
En 1652, Tadatoshi patrocinó la publicación del Nihon Ōdai Ichiran en Kioto. Este libro fue traído de Japón a Europa por Isaac Titsingh en 1796, quien tradujo el texto del japonés y el chino; y su trabajo se complementó para la publicación póstuma de Julius Klaproth en 1834. Al apoyar este trabajo, las motivaciones de Tadakatsu parecen extenderse a través de un rango de consecuencias anticipadas; y es probable que sus varias intenciones al ver que este trabajo específico cayera en manos de un traductor occidental empático fueran igualmente multifacéticas.

### Muerte
En 1656, Sakai Tadatoshi se retiró de la vida pública. Murió en 1662 y su tumba está en el templo del clan de Kuin-ji en Obama.
La danza del león (Shishi-mai) es una danza popular popular importada a Obama desde Kawagoe por Sakai Tadakatsu. Tres leones se mueven al acompañamiento de la música que se toca en las flautas japonesas. El baile tradicional continúa realizándose regularmente durante el Hoze Matsuri y el Osiro Matsuri.